# Museo Otto Lilienthal
Il Museo Otto Lilienthal è un museo che si trova ad Anklam (Germania) creato in onore di Otto Lilienthal.

## Storia
Il museo si trova nella città di Anklam luogo di nascita di Lilienthal. Vari oggetti appartenenti alla vita e all'opera di Otto Lilienthal, tra cui una ricostruzione di un aliante del 1925 fanno parte del un museo di storia locale, fondato nel 1927. Il Museo Otto-Lilienthal è stato aperto nel 1991 come Museo tecnico biografico. Il museo ospita la più grande collezione di velivoli di Lilienthal.

## Premi
Nel 1996 il museo ha ricevuto il titolo di "FAI Recognized Museum" dall'Organizzazione Internazionale dell'Aeronautica FAI, e nel 1999 il museo è stato il primo nella ex Germania dell'Est ad aggiudicarsi il "European Museum of the Year Award" del European Museum Forum.